# ATD6-15 y ATD6-69

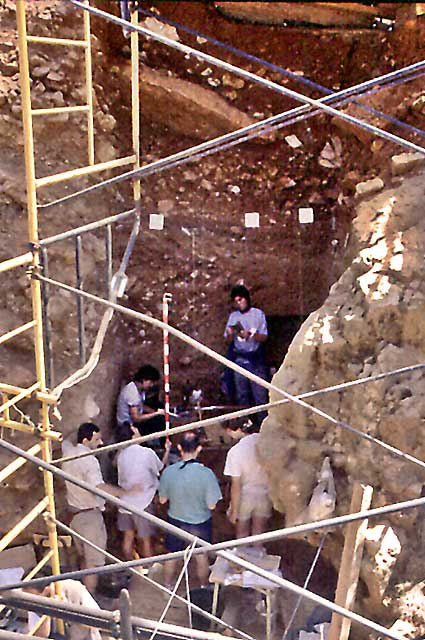
Estrato Aurora de la Gran Dolina.

ATD6-15 y ATD6-69 son los números de catálogo de los fósiles de un cráneo parcial apodado el niño de la Gran Dolina, encontrados en el yacimiento de Gran Dolina de la Sierra de Atapuerca, en España, y que tienen una antigüedad superior a los 900 000 años. Se atribuyen a la especie Homo antecessor (de la que son el holotipo) por unos autores y a Homo erectus por otros.
Los restos de este cráneo y demás huesos humanos del mismo nivel de la Gran Dolina junto a industria lítica son pruebas de lo que fue un acto de canibalismo de la especie H. antecessor.

## Hallazgo
Los fósiles fueron encontrados en una excavación de la Gran Dolina, uno de los yacimientos de la trinchera abierta por la construcción de una línea de ferrocarril en la Sierra de Atapuerca. Durante el verano de 1994, Aurora Martín Nájera, estaba realizando trabajos de sondeo, comenzados dos campañas antes, en el nivel 6 (conocido como TD6, por Trinchera-Dolina-Nivel 6) cuando encontró tres dientes y varias piezas de industria lítica de varios materiales. Fue el primer hallazgo de los que posteriormente se atribuirían a la nueva especie H. antecessor.
El estrato se siguió excavando durante los siguientes días de la campaña y el sondeo se terminó en 1999, ofreciendo restos de seis individuos, todos en el estrato TD6, conocido popularmente como estrato Aurora, si bien en otros inferiores se encontraron restos de industria lítica.

## Datación
En 2013 se publicó un trabajo que recalculaba la datación original y la llevaba hasta los 900 000 años de antigüedad. Hasta ese momento el valor aceptado era el de más de 780 000 años, al encontrarse el estrato por debajo de la capa, TD7, que muestra testimonio de la inversión magnética del campo terrestre cuyo inicio coincide con el conocido como límite de Matuyama-Brunhes y un corto episodio de polaridad normal, que precisa aún más la edad, de hace 900 000 años.

## Descripción
Son dos fósiles que conforman parte del cráneo, probablemente, de un mismo individuo, un preadolescente de unos diez u once años, ya que los restos del nivel TD6 son, además de los descritos, de dos niños, dos adultos jóvenes y un adolescente y a ninguno de ellos se podría atribuir el hueso frontal, demasiado grueso para un niño, pero demasiado fino para un adolescente o un adulto.
Estos restos se asemejan a Homo heidelbergensis, posible predecesor de Homo neanderthalensis, o a Homo ergaster por las características de su frente y los dientes, pero también presenta características más modernas, como los rasgos de la cara, propias del Homo sapiens, el ser humano actual; por lo que se decidió hacer la atribución a una nueva especie, H. antecessor.

## Canibalismo
Se ha podido comprobar también que estos homínidos practicaban el canibalismo, ya que las marcas encontradas en los huesos tanto de animales como de humanos sugieren un similar proceso de descuartizamiento, extracción de carne y raspado superficial. El raspado superficial se considera como una actividad para aprovechar mejor la carne. Debido a los impactos que rompieron el hueso en dos mitades, presentan golpes y fracturas que indican la extracción de la médula. Este tipo de fractura no se asemeja a un ritual, sino que sugiere un objetivo alimenticio.